# Congrès de Cúcuta

Drapeau de la Grande Colombie - 1821.

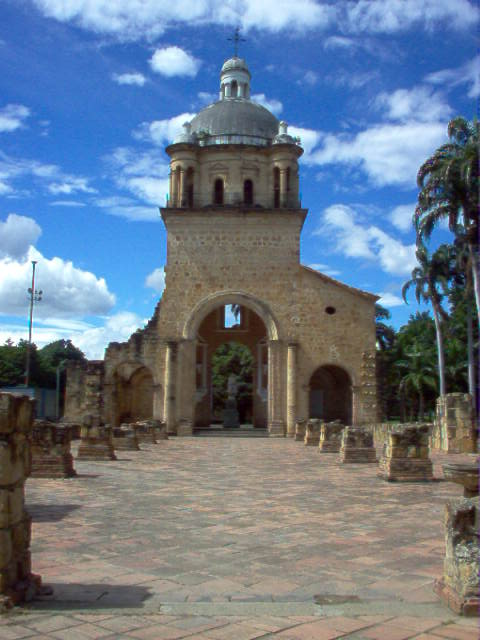
Temple historique de Cúcuta où se réunirent les représentants de Nouvelle-Grenade et du Venezuela pour adopter la constitution de Cúcuta, acte de naissance de la Grande Colombie.

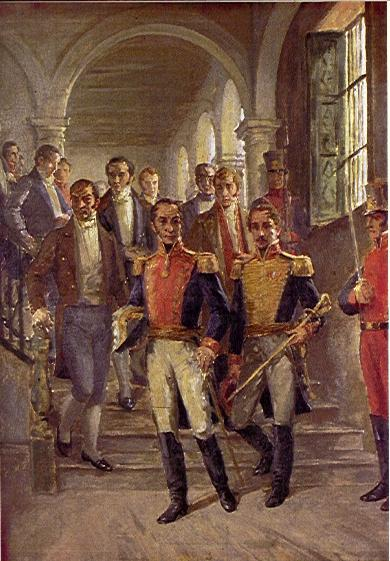
Simón Bolívar, Francisco de Paula Santander et d'autres artisans de l'indépendance sortant du Temple historique de Cúcuta où se réunit le Congrès de Cúcuta.

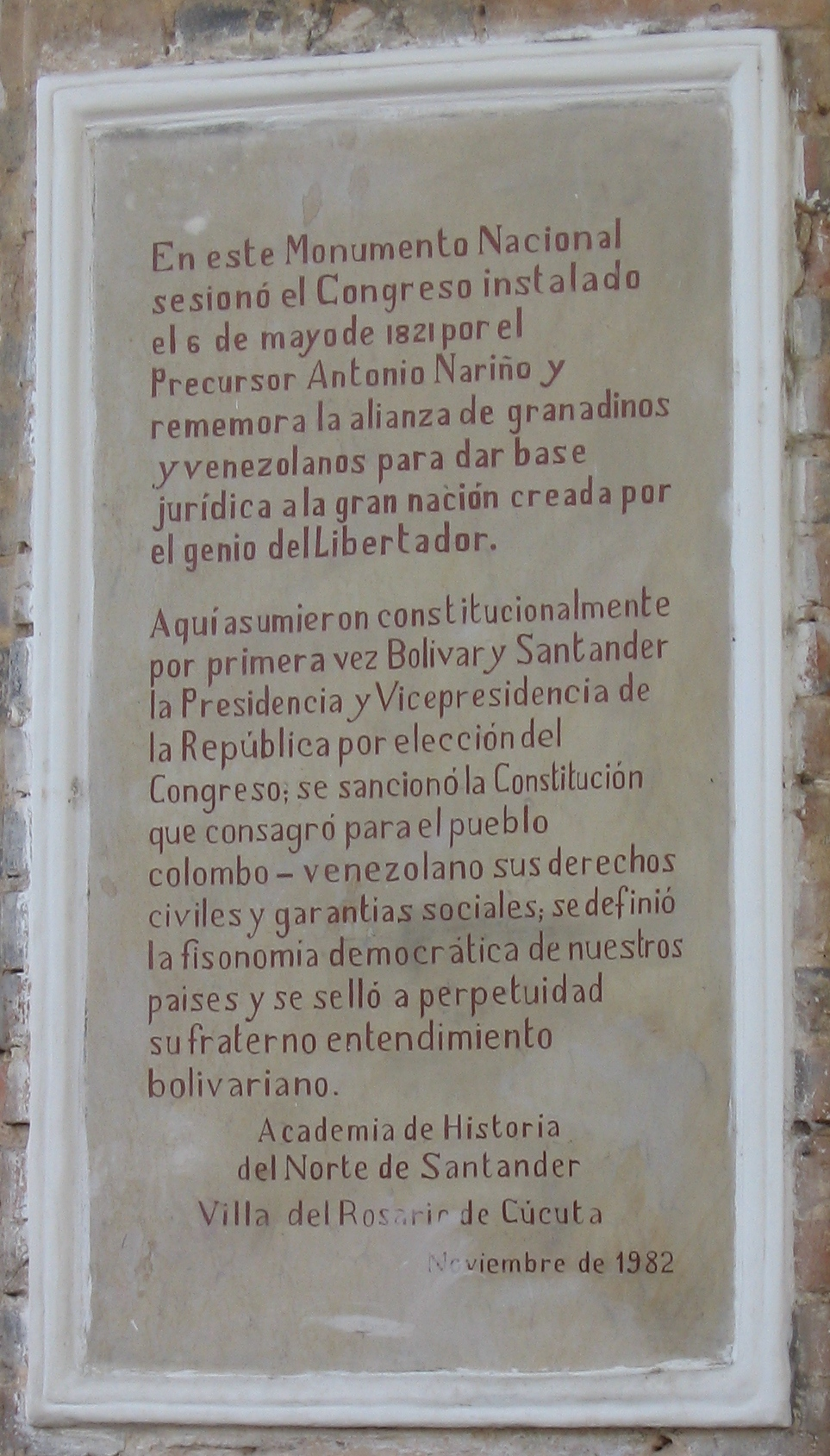
Plaque commémorative sur le lieu Congrès de Cúcuta.

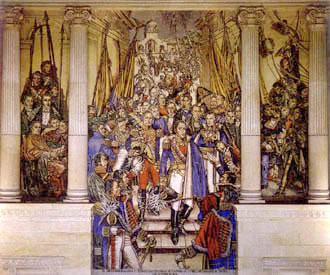
Représentation du Congrès de Cúcuta situé dans le bâtiment du Congrès de la République, à Bogota.

Le Congrès de Cúcuta est une assemblée constituante qui s'est donné pour objectif l'union des républiques de Nouvelle-Grenade (actuelle Colombie) et du Venezuela peu après l'indépendance de ces dernières. Le résultat de ce congrès est la constitution de Cúcuta, acte de naissance de la Grande Colombie (alors simplement appelée « République de Colombie »). 
Initié par Antonio Nariño, le Congrès de Cúcuta vit la participation de Simón Bolívar, de Francisco de Paula Santander et d'autres importants personnages de l'indépendance. Il débute le 30 août 1821 et se termine le 3 octobre de la même année.
L'assemblée se réunit dans ce qui est aujourd'hui appelé le Temple historique de Cúcuta, lequel est situé dans le parc de la Grande Colombie (es), à côté de la maison natale de Francisco de Paula Santander (es).

## Histoire
À Cúcuta naquit le rêve unificateur de Bolívar, et se décidèrent les principes aptes à remplacer les institutions politiques, économiques et sociales héritées de 300 ans de vie coloniale. Aujourd'hui encore la lecture des minutes du congrès est instructive pour les profondes discussions ayant trait à l'organisation fédérale ou centrale d'un pays, en particulier pour la Colombie où cette opposition s'est poursuivie (parfois avec violence) bien après la disparition de la Grande Colombie.
Avant 1819, Simón Bolívar, ainsi que d'autres qui ont facilité la mise en place de la Première République du Venezuela, assimilait l'ensemble de l'Amérique du Sud à la Colombie. Depuis lors, Bolívar avait proposé l'union de ce qui est aujourd'hui le Venezuela, la Colombie et l'Équateur en un seul pays. Bolívar base les frontières de la nation proposée sur le principe de l'Uti possidetis juris; le Panama et l'Équateur ont été inclus, malgré l'absence de représentation lors de ce Congrès ou celui de l'Angostura, car ils avaient fait partie de l'ancienne vice-royauté de Nouvelle-Grenade. Lors du congrès d'Angostura en 1819, où il a été proposé, le mot « Colombie » a été, par conséquent, utilisé pour décrire ce nouveau pays. Les villes de Bogota, Caracas, et Quito ont été désignées capitales régionales au sein de la nouvelle nation. La plupart du territoire de Grande Colombie, à l'exception du sud de la Colombie et de l’Équateur, avait acquis son indépendance de l'Espagne au moment où le congrès de Cúcuta a commencé.
Le 3 octobre 1821, à 11 heures du matin, Simón Bolívar entre dans la salle de session située dans la sacristie de l'église paroissiale de Villa del Rosario de Cúcuta (nom ancien de la ville). Il est accompagné par une commission de députés et par son état-major général. Il prend place au côté du président du congrès et prête serment en tant que président de la nouvelle République de Grande Colombie, formée par le Venezuela et le Cundinamarca, nom donné à la Nouvelle-Grenade. Après un discours de Bolívar et la nomination de Francisco de Paula Santander au poste de vice-président, le texte de la constitution est lu, donnant naissance à la jeune République.

## Discours de Bolívar
| Espagnol | Français |
| --- | --- |
| « Señor: El juramento que acabo de prestar en calidad de Presidente de Colombia es para mí un pacto de conciencia que multiplica mis deberes de sumisión a la ley y a la patria. Sólo un profundo respeto por la voluntad soberana me obligaría a someterme al formidable peso de la suprema magistratura. La gratitud que debo a los representantes del pueblo, me impone además la agradable obligación de continuar mis servicios por defender, con mis bienes, con mi sangre y aun con mi honor, esta constitución que encierra los derechos de los pueblos humanos, ligados por la libertad, por el bien y por la gloria. La constitución de Colombia será junto con la independencia la ara santa, en la cual haré los sacrificios. Por ella marcharé a las extremidades de Colombia a romper las cadenas de los hijos del Ecuador, a convidarlos con Colombia, después de hacerlos libres. Señor, espero que me autoricéis para unir con los vínculos de la beneficencia a los pueblos que la naturaleza y el cielo nos han dado por hermanos. Completada esta obra de vuestra sabiduría y de mi celo, nada más que la paz nos puede faltar para dar a Colombia todo, dicha, reposo y gloria. Entonces, Señor, yo ruego ardientemente, no os mostréis sordo al clamor de mi conciencia y de mi honor que me piden a grandes gritos que no sea más que ciudadano. Yo siento la necesidad de dejar el primer puesto de la República, al que el pueblo señale como al jefe de su corazón. Yo soy el hijo de la guerra; el hombre que los combates han elevado a la magistratura: la fortuna me ha sostenido en este rango y la victoria lo ha confirmado. Pero no son éstos los títulos consagrados por la justicia, por la dicha, y por la voluntad nacional. La espada que ha gobernado a Colombia no es la balanza de Astrea, es un azote del genio del mal que algunas veces el cielo deja caer a la tierra para el castigo de los tiranos y escarmiento de los pueblos. Esta espada no puede servir de nada el día de paz, y éste debe ser el último de mi poder; porque así lo he jurado para mí, porque lo he prometido a Colombia, y porque no puede haber república donde el pueblo no está seguro del ejercicio de sus propias facultades. Un hombre como yo, es un ciudadano peligroso en un Gobierno popular; es una amenaza inmediata a la soberanía nacional. Yo quiero ser ciudadano, para ser libre y para que todos lo sean. Prefiero el título de ciudadano al de Libertador, porque éste emana de la guerra, aquél emana de las leyes. Cambiadme, Señor, todos mis dictados por el de buen ciudadano. » | « Seigneur : Le serment que je viens de prêter en tant que Président de Colombie est pour moi un pacte de conscience qui multiplie mes devoirs de soumission à la loi et à la patrie. Seul un profond respect de la volonté souveraine me permet de soutenir le formidable poids de la magistrature suprême. La gratitude que je dois aux représentants du peuple, m'impose l'agréable obligation de continuer mon service pour défendre, avec mes biens, avec mon sang et avec mon honneur, cette constitution qui renferme les droits des peuples humains, unis pour la liberté, pour le Bien et pour la gloire. La constitution de la Colombie sera, avec l'indépendance, l'autel sacré sur lequel je ferai les sacrifices. Pour elle je marcherai jusqu'aux extrémités de la Colombie briser les chaînes des fils d’Équateur et les inviter au sein de la Colombie après les avoir libérés. Seigneur, j'espère que vous m'autorisez à unir les peuples que la nature et le ciel nous ont donnés comme frères. Une fois cette œuvre de votre sagesse et de mon zèle terminée, rien ne manquera plus que la paix pour donner à la Colombie fortune, repos et gloire. Alors, Seigneur, je vous prie ardemment de ne pas rester sourd à la clameur de ma conscience et de mon honneur qui me pousse à grand cri à ne pas être plus qu'un citoyen. Je sens la nécessité de quitter la présidence de la République, que le peuple considère comme le maître de son cœur. Je suis le fils de la guerre; l'homme que les combats ont élevé à la magistrature; la fortune m'a amené à ce rang et la victoire m'y a confirmé. Mais ce ne sont pas des titres consacrés par la justice, le bonheur et la volonté nationale. L'épée qui a gouverné la Colombie n'est pas la balance d'Astrée, c'est un fléau du génie du Mal qui parfois tombe du ciel à la terre pour le châtiment des tyrans et l'émancipation des peuples. Cette épée ne sert à rien dans les jours de paix, et ce jour-là doit être le dernier de mon pouvoir ; parce que je me le suis juré, parce que je l'ai promis à la Colombie, et parce qu'il ne peut y avoir de République où le peuple ne serait pas sûr de l'exercice de ses propres pouvoirs. Un homme comme moi est un citoyen dangereux pour un gouvernement populaire; il est une menace immédiate à la souveraineté nationale. Je veux être un citoyen, pour être libre et pour que tous le soient. Je préfère le titre de citoyen à celui de Libérateur, parce que celui-ci émane de la guerre, alors que celui-là émane des lois. Permettez-moi, Seigneur, d'échanger tous mes titres pour celui de bon citoyen. » |